# Dylan Groenewegen
Dylan Groenewegen (ur. 21 czerwca 1993 w Amsterdamie) – holenderski kolarz szosowy.
W sierpniu 2020, na finiszu pierwszego etapu Tour de Pologne 2020, zmieniając tor jazdy i spychając rywala w barierki spowodował upadek, w którym poważnych obrażeń doznał Fabio Jakobsen – Groenewegen formalnie przekroczył linię mety jako pierwszy, jednak został zdyskwalifikowany z wyścigu, a w listopadzie tego samego roku Międzynarodowa Unia Kolarska ukarała go karą 9 miesięcy dyskwalifikacji za niebezpieczne zachowanie i złamanie przepisów (kara biegła od sierpnia 2020 do 7 maja 2021).

## Osiągnięcia
Opracowano na podstawie:

2011
- 2. miejsce w Kuurne-Bruksela-Kuurne juniorów
- 1. miejsce na 1. etapie Driedaagse van Axel
- 2. miejsce w mistrzostwach Holandii juniorów (start wspólny)
- 1. miejsce na 3. etapie Liège-La Gleize

2012
- 3. miejsce w Münsterland Giro

2013
- 2. miejsce w Ronde van Vlaanderen U23
- 1. miejsce w Ronde van Noord-Holland
- 1. miejsce w Kernen Omloop Echt-Susteren

2014
- 3. miejsce w Trofeo Palma
- 1. miejsce na 2. etapie Tour de Normandie
- 1. miejsce w Ronde van Vlaanderen U23
- 3. miejsce w Zuid Oost Drenthe Classic I

2015
- 1. miejsce w Arnhem-Veenendaal Classic
- 1. miejsce w Brussels Cycling Classic

2016
- 1. miejsce na 3. etapie Volta a la Comunitat Valenciana
- 1. miejsce na 1. etapie Driedaagse van West-Vlaanderen
- 3. miejsce w Ronde van Drenthe
- 3. miejsce w Nokere Koerse
- 2. miejsce w Handzame Classic
- 1. miejsce w klasyfikacji punktowej Tour de Yorkshire
  - 1. miejsce na 1. etapie
- 1. miejsce w Heistse Pijl
- 1. miejsce w Rund um Köln
- 1. miejsce w klasyfikacji punktowej Ster ZLM Toer
  - 1. miejsce na 3. etapie
- 1. miejsce w mistrzostwach Holandii (start wspólny)
- 1. miejsce w Arnhem-Veenendaal Classic
- 1. miejsce w klasyfikacji punktowej Tour of Britain
  - 1. miejsce na 4. etapie
- 1. miejsce na 1. etapie Eneco Tour
- 1. miejsce w Tour de l’Eurométropole

2017
- 2. miejsce w Dubai Tour
  - 1. miejsce w klasyfikacji młodzieżowej
- 1. miejsce na 1. etapie Tour de Yorkshire
- 1. miejsce na 2. i 4. etapie Tour of Norway
- 1. miejsce w klasyfikacji punktowej Ster ZLM Toer
  - 1. miejsce na 2. i 3. etapie
- 3. miejsce w mistrzostwach Holandii (start wspólny)
- 1. miejsce na 21. etapie Tour de France
- 3. miejsce w EuroEyes Cyclassics
- 1. miejsce na 7. etapie Tour of Britain
- 2. miejsce w Kampioenschap van Vlaanderen
- 3. miejsce w Tacx Pro Classic
- 1. miejsce na 5. etapie Tour of Guangxi

2018
- 1. miejsce na 1. etapie Dubai Tour
- 1. miejsce na 1. i 4. etapie Volta ao Algarve
- 1. miejsce w Kuurne-Bruksela-Kuurne
- 1. miejsce na 2. etapie Paryż-Nicea
- 1. miejsce na 1., 3. i 4. etapie Tour of Norway
- 1. miejsce na 2. etapie Dirka po Sloveniji
- 1. miejsce na 7. i 8. etapie Tour de France
- 1. miejsce w Veenendaal–Veenendaal Classic
- 1. miejsce w Kampioenschap van Vlaanderen
- 1. miejsce na 1. etapie Tour of Guangxi

2019
- 1. miejsce na 5. etapie Volta a la Comunitat Valenciana
- 1. miejsce na 4. etapie Volta ao Algarve
- 1. miejsce na 1. i 2. etapie Paryż-Nicea
- 1. miejsce w Driedaagse Brugge-De Panne
- 1. miejsce na 1., 2. i 3. etapie Quatre Jours de Dunkerque
- 1. miejsce w Hammer Stavanger (drużynowo)
- 1. miejsce w klasyfikacji punktowej Ster ZLM Toer
  - 1. miejsce na 1. i 2. etapie
- 1. miejsce na 2. (jazda drużynowa na czas) i 7. etapie Tour de France
- 1. miejsce na 1., 3. i 5. etapie Tour of Britain
- 3. miejsce w Kampioenschap van Vlaanderen
- 1. miejsce w Tacx Pro Classic

2020
- 1. miejsce w klasyfikacji punktowej Volta a la Comunitat Valenciana
  - 1. miejsce na 1. i 3. etapie
- 1. miejsce na 4. etapie UAE Tour

2021
- 1. miejsce w klasyfikacji punktowej Tour de Wallonie
  - 1. miejsce na 1. i 4. etapie
- 1. miejsce na 1. etapie Danmark Rundt
- 2. miejsce w Kampioenschap van Vlaanderen
- 3. miejsce w Ronde van Drenthe

2022
- 1. miejsce w klasyfikacji punktowej Saudi Tour
  - 1. miejsce na 3. i 5. etapie
- 2. miejsce w Classic Brugge-De Panne
- 1. miejsce na 4. etapie Tour de Hongrie
- 1. miejsce w Veenendaal-Veenendaal Classic
- 1. miejsce na 2. etapie Dirka po Sloveniji
- 1. miejsce na 3. etapie Tour de France
- 1. miejsce na 2. etapie Arctic Race of Norway
- 2. miejsce w Grand Prix de Fourmies
- 3. miejsce w Kampioenschap van Vlaanderen
- 3. miejsce w Omloop van het Houtland
- 2. miejsce w Paris–Chauny
- 3. miejsce w Memorial Rik Van Steenbergen

2023
- 1. miejsce w klasyfikacji punktowej Saudi Tour
  - 1. miejsce na 1. etapie
- 1. miejsce na 5. etapie UAE Tour
- 1. miejsce na 1. etapie Tour de Hongrie
- 1. miejsce w Veenendaal-Veenendaal Classic
- 1. miejsce na 1. i 2. etapie Dirka po Sloveniji

## Rankingi
| Rok              | 2012 | 2013 | 2014 | 2015 | 2016 | 2017 | 2018 | 2019 | 2020 | 2021 | 2022 | 2023 | 2024 |
| ---------------- | ---- | ---- | ---- | ---- | ---- | ---- | ---- | ---- | ---- | ---- | ---- | ---- | ---- |
| UCI World Tour   |      |      |      |      | 105. | 60.  | 97.  |      |      |      |      |      |      |
| World Ranking    |      |      |      |      | 31.  | 44.  | 54.  | 28.  | 411. | 206. | 36.  | 56.  | 51.  |
| UCI Europe Tour  | 179. | 51.  | 119. | 29.  | 5.   | 52.  | 12.  | 22.  | 336. | 178. | 30.  | 45.  | 40.  |
| UCI Asia Tour    | -    | -    | -    | -    | 387. | 32.  | 195. |      |      |      |      |      |      |
| UCI America Tour | -    | -    | -    | -    | 454. | -    | -    |      |      |      |      |      |      |
|                  |      |      |      |      |      |      |      |      |      |      |      |      |      |
| Źródło: UCI      |      |      |      |      |      |      |      |      |      |      |      |      |      |